# Stabæk Fotball 2018
Questa voce raccoglie le informazioni riguardanti lo Stabæk Fotball nelle competizioni ufficiali della stagione 2018.

## Stagione
A seguito del 9º posto arrivato nel campionato 2017, nella stagione 2018 lo Stabæk avrebbe partecipato all'Eliteserien ed al Norgesmesterskapet. Il 19 dicembre 2017 sono stati compilati i calendari per l'Eliteserien: alla 1ª giornata, lo Stabæk avrebbe fatto visita allo Strømsgodset al Marienlyst Stadion.
Andreas Hanche-Olsen è stato scelto come nuovo capitano della squadra, a seguito del ritiro di Morten Skjønsberg.
L'avventura nel Norgesmesterskapet si è chiusa al terzo turno, con l'eliminazione subita per mano del Mjøndalen; precedentemente, lo Stabæk aveva eliminato Ullern e Moss.
Il 27 giugno, l'allenatore Toni Ordinas è stato sollevato dall'incarico. Il 4 luglio, Henning Berg è stato ingaggiato al suo posto.

## Rosa
| N. |                           | Ruolo | Calciatore                |
| -- | ------------------------- | ----- | ------------------------- |
| 1  | Norvegia (bandiera)       | P     | Simen Lillevik Kjellevold |
| 2  | Venezuela (bandiera)      | D     | Ronald Hernández          |
| 4  | Norvegia (bandiera)       | D     | Vadim Demidov             |
| 5  | Norvegia (bandiera)       | D     | Steinar Strømnes          |
| 6  | Norvegia (bandiera)       | D     | Håkon Skogseid            |
| 7  | Ghana (bandiera)          | A     | Raymond Gyasi             |
| 8  | Norvegia (bandiera)       | C     | John Hou Sæter            |
| 9  | Norvegia (bandiera)       | A     | Abdul-Basit Agouda        |
| 10 | Costa d'Avorio (bandiera) | A     | Franck Boli               |
| 11 | Norvegia (bandiera)       | C     | Moussa Njie               |
| 12 | Svezia (bandiera)         | P     | Marcus Sandberg           |
| 16 | Norvegia (bandiera)       | D     | Andreas Hanche-Olsen      |
| 18 | Norvegia (bandiera)       | D     | Jeppe Moe                 |
| 19 | Costa d'Avorio (bandiera) | C     | Aboubakar Keita           |
| 20 | Norvegia (bandiera)       | C     | Ola Brynhildsen           |
| 21 | Norvegia (bandiera)       | D     | Daniel Granli             |

| N. |                           | Ruolo | Calciatore               |
| -- | ------------------------- | ----- | ------------------------ |
| 23 | Norvegia (bandiera)       | C     | Emil Bohinen             |
| 25 | Norvegia (bandiera)       | C     | Hugo Vetlesen            |
| 27 | Norvegia (bandiera)       | D     | Nicolas Pignatel Jenssen |
| 28 | Costa d'Avorio (bandiera) | C     | Luc Kassi                |
| 29 | Cina (bandiera)           | C     | Hongliang Tao            |
| 30 | Costa d'Avorio (bandiera) | P     | Mandé Sayouba            |
| 40 | Norvegia (bandiera)       | D     | Tobias Børkeeiet         |
| 50 | Norvegia (bandiera)       | D     | Oscar Aga                |
| 77 | Slovenia (bandiera)       | C     | Filip Valenčič           |
| 88 | Norvegia (bandiera)       | A     | Herman Geelmuyden        |
| 89 | Danimarca (bandiera)      | C     | Tonny Brochmann          |
| 94 | Norvegia (bandiera)       | C     | Martin Ovenstad          |
| 97 | Cina (bandiera)           | A     | Yiming Zheng             |
| 98 | Cina (bandiera)           | D     | Xin Zhou                 |
| 99 | Norvegia (bandiera)       | A     | Ohi Omoijuanfo           |

## Calciomercato

### Sessione invernale(dal 01/01 al 31/03)
| Arrivi           | Arrivi                    | Arrivi        | Arrivi        |
| R.               | Nome                      | da            | Modalità      |
| ---------------- | ------------------------- | ------------- | ------------- |
| P                | Simen Lillevik Kjellevold | Kongsvinger   | fine prestito |
| D                | Vadim Demidov             |               | svincolato    |
| D                | Steinar Strømnes          | Strømmen      | definitivo    |
| D                | Xin Zhou                  | Beijing Guoan | prestito      |
| C                | Martin Ovenstad           | Sturm Graz    | prestito      |
| A                | Abdul-Basit Agouda        |               | svincolato    |
| A                | Yiming Zheng              | Beijing Guoan | prestito      |
| Altre operazioni |                           |               |               |
| R.               | Nome                      | da            | Modalità      |
| A                | Edvard Linnebo Race       | Kongsvinger   | fine prestito |

| Partenze | Partenze              | Partenze     | Partenze      |
| R.       | Nome                  | a            | Modalità      |
| -------- | --------------------- | ------------ | ------------- |
| P        | John Alvbåge          | IFK Göteborg | fine prestito |
| P        | Jacob Tredal          | Asker        | definitivo    |
| D        | Ahmed El Amrani       |              | svincolato    |
| D        | Morten Renå Olsen     | HamKam       | prestito      |
| D        | Morten Skjønsberg     |              | ritiro        |
| C        | Tortol Lumanza        | Osmanlıspor  | definitivo    |
| C        | Markus Myre Aanesland | Kongsvinger  | definitivo    |
| C        | Tobias Ødegård        |              | svincolato    |
| C        | Marius Østvold        | Lyn          | definitivo    |
| C        | Kristian Thorstvedt   | Viking       | definitivo    |
| A        | Edvard Linnebo Race   | Raufoss      | definitivo    |
| A        | Sindre Mauritz-Hansen | Strømmen     | prestito      |
| A        | Sebastian Pedersen    | Strømsgodset | definitivo    |

### Sessione estiva(dal 19/07 al 15/08)
| Arrivi | Arrivi          | Arrivi     | Arrivi     |
| R.     | Nome            | da         | Modalità   |
| ------ | --------------- | ---------- | ---------- |
| P      | Marcus Sandberg | Vålerenga  | definitivo |
| C      | Aboubakar Keita | Copenaghen | prestito   |
| C      | Filip Valenčič  | HJK        | definitivo |

| Partenze | Partenze        | Partenze      | Partenze      |
| R.       | Nome            | a             | Modalità      |
| -------- | --------------- | ------------- | ------------- |
| D        | Xin Zhou        | Beijing Guoan | fine prestito |
| C        | Tonny Brochmann | Mjøndalen     | definitivo    |
| C        | Martin Ovenstad | Sturm Graz    | fine prestito |
| A        | Yiming Zheng    | Beijing Guoan | fine prestito |

### Dopo la sessione estiva
| Arrivi | Arrivi | Arrivi | Arrivi   |
| R.     | Nome   | da     | Modalità |
| ------ | ------ | ------ | -------- |

| Partenze | Partenze      | Partenze | Partenze   |
| R.       | Nome          | a        | Modalità   |
| -------- | ------------- | -------- | ---------- |
| P        | Mandé Sayouba | Odense   | definitivo |

## Risultati

### Eliteserien

#### Girone di andata
| Arbitro: | Steen (Bergen) |

|                  |           |                        |
| Pedersen 1’, 51’ | Marcatori | 3’ Boli 45’ Omoijuanfo |

| Arbitro: | Skjerven (Kaupanger) |

|                |           |                 |
| Omoijuanfo 70’ | Marcatori | 82’ Sigurðarson |

| Arbitro: | Hagen (Grue) |

|                                         |           |                |
| Løkberg 1’, 19’ Karlsen 49’, 59’ (rig.) | Marcatori | 51’ Omoijuanfo |

| Arbitro: | Hansen (Feda) |

|                   |           |               |
| Olsen Solberg 34’ | Marcatori | 26’ Brochmann |

| Arbitro: | Saggi (Drammen) |

|                |           |         |
| Brynhildsen 3’ | Marcatori | 11’ Vuk |

| Arbitro: | Moen (Haugesund) |

|                                             |           |  |
| Rólantsson 11’ Wormgoor 44’ Orry Larsen 77’ | Marcatori |  |

| Arbitro: | Steen (Bergen) |

|                                     |           |                       |
| Brynhildsen 40’, 58’ Omoijuanfo 50’ | Marcatori | 22’ Mathew 66’ Martin |

| Arbitro: | Døvle (Larvik) |

|                  |           |  |
| Bamba 88’ (rig.) | Marcatori |  |

| Arbitro: | Hagen (Grue) |

|  |           |              |
|  | Marcatori | 49’ Trondsen |

| Arbitro: | Moen (Haugesund) |

|             |           |  |
| Johnson 14’ | Marcatori |  |

### Norgesmesterskapet
| Arbitro: | Koløy |

|                                 |           |                                                    |
| Bergstrøm 11’, 13’ Rosvoll 112’ | Marcatori | 87’, 117’ Boli 89’, 98’ Omoijuanfo 96’ Brynhildsen |

| Arbitro: | Bodding |

|  |           |          |
|  | Marcatori | 112’ Moe |

| Arbitro: | Moen (Oslo) |

|                       |           |  |
| Hellum 49’ Bojang 51’ | Marcatori |  |

## Statistiche

### Statistiche di squadra
| Competizione       | Punti | In casa | In casa | In casa | In casa | In casa | In casa | In trasferta | In trasferta | In trasferta | In trasferta | In trasferta | In trasferta | Totale | Totale | Totale | Totale | Totale | Totale | DR |
| Competizione       | Punti | G       | V       | N       | P       | Gf      | Gs      | G            | V            | N            | P            | Gf           | Gs           | G      | V      | N      | P      | Gf     | Gs     | DR |
| ------------------ | ----- | ------- | ------- | ------- | ------- | ------- | ------- | ------------ | ------------ | ------------ | ------------ | ------------ | ------------ | ------ | ------ | ------ | ------ | ------ | ------ | -- |
| Eliteserien        | 0     | 0       | 0       | 0       | 0       | 0       | 0       | 0            | 0            | 0            | 0            | 0            | 0            | 0      | 0      | 0      | 0      | 0      | 0      | 0  |
| Norgesmesterskapet | -     | 0       | 0       | 0       | 0       | 0       | 0       | 0            | 0            | 0            | 0            | 0            | 0            | 0      | 0      | 0      | 0      | 0      | 0      | 0  |
| Totale             | -     | 0       | 0       | 0       | 0       | 0       | 0       | 0            | 0            | 0            | 0            | 0            | 0            | 0      | 0      | 0      | 0      | 0      | 0      | 0  |

### Andamento in campionato
| Giornata  | 1 | 2  | 3  | 4  | 5  | 6  | 7  | 8  | 9  | 10 | 11 | 12 | 13 | 14 | 15 | 16 | 17 | 18 | 19 | 20 | 21 | 22 | 23 | 24 | 25 | 26 | 27 | 28 | 29 | 30 |
| --------- | - | -- | -- | -- | -- | -- | -- | -- | -- | -- | -- | -- | -- | -- | -- | -- | -- | -- | -- | -- | -- | -- | -- | -- | -- | -- | -- | -- | -- | -- |
| Luogo     | T | C  | T  | T  | C  | T  | C  | T  | C  | T  | C  | T  | C  | T  | C  | T  | C  | T  | C  | T  | C  | T  | C  | T  | C  | C  | T  | C  | T  | C  |
| Risultato | N | N  | P  | N  | N  | P  | V  | P  | P  | P  |    |    |    |    |    |    |    |    |    |    |    |    |    |    |    |    |    |    |    |    |
| Posizione | 9 | 10 | 14 | 15 | 12 | 15 | 12 | 13 | 14 | 14 |    |    |    |    |    |    |    |    |    |    |    |    |    |    |    |    |    |    |    |    |

Fonte:  Eliteserien 2018, su altomfotball.no, Altomfotball. URL consultato il 20 dicembre 2017 (archiviato dall'url originale il 23 dicembre 2017).
Legenda:

Luogo: C = Casa; T = Trasferta. Risultato: V = Vittoria; N = Pareggio; P = Sconfitta.

### Statistiche dei giocatori
| Giocatore              | Eliteserien | Eliteserien | Eliteserien | Eliteserien | Norgesmesterskapet | Norgesmesterskapet | Norgesmesterskapet | Norgesmesterskapet | Coppe europee | Coppe europee | Coppe europee | Coppe europee | Altre coppe | Altre coppe | Altre coppe | Altre coppe | Totale   | Totale | Totale      | Totale     |
| Giocatore              | Presenze    | Reti        | Ammonizioni | Espulsioni  | Presenze           | Reti               | Ammonizioni        | Espulsioni         | Presenze      | Reti          | Ammonizioni   | Espulsioni    | Presenze    | Reti        | Ammonizioni | Espulsioni  | Presenze | Reti   | Ammonizioni | Espulsioni |
| ---------------------- | ----------- | ----------- | ----------- | ----------- | ------------------ | ------------------ | ------------------ | ------------------ | ------------- | ------------- | ------------- | ------------- | ----------- | ----------- | ----------- | ----------- | -------- | ------ | ----------- | ---------- |
| O. Aga                 | 0           | 0           | 0           | 0           | 0                  | 0                  | 0                  | 0                  |               |               |               |               |             |             |             |             | 0        | 0      | 0           | 0          |
| A. Agouda              | 0           | 0           | 0           | 0           | 0                  | 0                  | 0                  | 0                  |               |               |               |               |             |             |             |             | 0        | 0      | 0           | 0          |
| E. Bohinen             | 0           | 0           | 0           | 0           | 0                  | 0                  | 0                  | 0                  |               |               |               |               |             |             |             |             | 0        | 0      | 0           | 0          |
| T. Børkeeiet           | 0           | 0           | 0           | 0           | 0                  | 0                  | 0                  | 0                  |               |               |               |               |             |             |             |             | 0        | 0      | 0           | 0          |
| F. Boli                | 0           | 0           | 0           | 0           | 0                  | 0                  | 0                  | 0                  |               |               |               |               |             |             |             |             | 0        | 0      | 0           | 0          |
| T. Brochmann           | 0           | 0           | 0           | 0           | 0                  | 0                  | 0                  | 0                  |               |               |               |               |             |             |             |             | 0        | 0      | 0           | 0          |
| O. Brynhildsen         | 0           | 0           | 0           | 0           | 0                  | 0                  | 0                  | 0                  |               |               |               |               |             |             |             |             | 0        | 0      | 0           | 0          |
| V. Demidov             | 0           | 0           | 0           | 0           | 0                  | 0                  | 0                  | 0                  |               |               |               |               |             |             |             |             | 0        | 0      | 0           | 0          |
| H. Geelmuyden          | 0           | 0           | 0           | 0           | 0                  | 0                  | 0                  | 0                  |               |               |               |               |             |             |             |             | 0        | 0      | 0           | 0          |
| D. Granli              | 0           | 0           | 0           | 0           | 0                  | 0                  | 0                  | 0                  |               |               |               |               |             |             |             |             | 0        | 0      | 0           | 0          |
| R. Gyasi               | 0           | 0           | 0           | 0           | 0                  | 0                  | 0                  | 0                  |               |               |               |               |             |             |             |             | 0        | 0      | 0           | 0          |
| A. Hanche-Olsen        | 0           | 0           | 0           | 0           | 0                  | 0                  | 0                  | 0                  |               |               |               |               |             |             |             |             | 0        | 0      | 0           | 0          |
| R. Hernández           | 0           | 0           | 0           | 0           | 0                  | 0                  | 0                  | 0                  |               |               |               |               |             |             |             |             | 0        | 0      | 0           | 0          |
| J. Hou Sæter           | 0           | 0           | 0           | 0           | 0                  | 0                  | 0                  | 0                  |               |               |               |               |             |             |             |             | 0        | 0      | 0           | 0          |
| L. Kassi               | 0           | 0           | 0           | 0           | 0                  | 0                  | 0                  | 0                  |               |               |               |               |             |             |             |             | 0        | 0      | 0           | 0          |
| A. Keita               | 0           | 0           | 0           | 0           | -                  | -                  | -                  | -                  |               |               |               |               |             |             |             |             | 0        | 0      | 0           | 0          |
| S. Lillevik Kjellevold | 0           | -0          | 0           | 0           | 0                  | -0                 | 0                  | 0                  |               |               |               |               |             |             |             |             | 0        | 0      | 0           | 0          |
| J. Moe                 | 0           | 0           | 0           | 0           | 0                  | 0                  | 0                  | 0                  |               |               |               |               |             |             |             |             | 0        | 0      | 0           | 0          |
| M. Njie                | 0           | 0           | 0           | 0           | 0                  | 0                  | 0                  | 0                  |               |               |               |               |             |             |             |             | 0        | 0      | 0           | 0          |
| O. Omoijuanfo          | 0           | 0           | 0           | 0           | 0                  | 0                  | 0                  | 0                  |               |               |               |               |             |             |             |             | 0        | 0      | 0           | 0          |
| M. Ovenstad            | 0           | 0           | 0           | 0           | 0                  | 0                  | 0                  | 0                  |               |               |               |               |             |             |             |             | 0        | 0      | 0           | 0          |
| N. Pignatel Jenssen    | 0           | 0           | 0           | 0           | 0                  | 0                  | 0                  | 0                  |               |               |               |               |             |             |             |             | 0        | 0      | 0           | 0          |
| M. Sandberg            | 0           | -0          | 0           | 0           | -                  | -                  | -                  | -                  |               |               |               |               |             |             |             |             | 0        | 0      | 0           | 0          |
| M. Sayouba             | 0           | -0          | 0           | 0           | 0                  | -0                 | 0                  | 0                  |               |               |               |               |             |             |             |             | 0        | 0      | 0           | 0          |
| H. Skogseid            | 0           | 0           | 0           | 0           | 0                  | 0                  | 0                  | 0                  |               |               |               |               |             |             |             |             | 0        | 0      | 0           | 0          |
| S. Strømnes            | 0           | 0           | 0           | 0           | 0                  | 0                  | 0                  | 0                  |               |               |               |               |             |             |             |             | 0        | 0      | 0           | 0          |
| H. Tao                 | 0           | 0           | 0           | 0           | 0                  | 0                  | 0                  | 0                  |               |               |               |               |             |             |             |             | 0        | 0      | 0           | 0          |
| F. Valenčič            | 0           | 0           | 0           | 0           | -                  | -                  | -                  | -                  |               |               |               |               |             |             |             |             | 0        | 0      | 0           | 0          |
| H. Vetlesen            | 0           | 0           | 0           | 0           | 0                  | 0                  | 0                  | 0                  |               |               |               |               |             |             |             |             | 0        | 0      | 0           | 0          |
| Y. Zheng               | 0           | 0           | 0           | 0           | 0                  | 0                  | 0                  | 0                  |               |               |               |               |             |             |             |             | 0        | 0      | 0           | 0          |
| X. Zhou                | 0           | 0           | 0           | 0           | 0                  | 0                  | 0                  | 0                  |               |               |               |               |             |             |             |             | 0        | 0      | 0           | 0          |